# Adolphe Robert
Ernest Adolphe Robert (* 17. Januar 1833 in Melun; † 23. Dezember 1899 in Paris) war ein französischer politischer Aktivist, Journalist, Historiker und Biograf.

## Leben
Adolphe Robert war der Sohn des Zeichners und späteren Lehrers Eugène Natalis (oder Noël) Robert und Marie Rose Clarisse Boulanger. 1851 war Architekt und Rathausangestellter in Tanay und anschließend Notariatsangestellter in Clamecy. Zusammen mit seinem Vater und seinem älteren Bruder Émile nahm er an dem Aufstand teil, der auf den Staatsstreich vom 2. Dezember 1851 folgte. Er wurde am 20. Februar 1852 in Abwesenheit zu Festungshaft verurteilt, später verhaftet und vom Kriegsrat dazu verurteilt, nach Lambèse (Algerien) deportiert zu werden. Er wurde in Nantes interniert, von wo aus ihm die Flucht nach England gelang. Am 5. Mai 1852 reichte er ein Gnadengesuch ein, dem am 26. Januar 1853 aufgrund seines geringen Alters hinsichtlich der Deportation stattgegeben wurde.
Am 6. April 1863 wurde er von Folkestone kommend in Boulogne-sur-Mer festgenommen unter dem Vorwurf: „Einfuhr nach Frankreich einer großen Anzahl von Exemplaren einer anonymen Broschüre mit dem Titel Lettre à une Balle, die Hass und Verachtung für die kaiserliche Regierung und die Ermordung S.M. des Kaisers schürt, sowie praktizierte Manöver und unterhaltene Intelligenzen im In- und Ausland, um den öffentlichen Frieden zu stören“. Am 10. Juni 1863 musste er vor dem  Tribunal correctionnel erscheinen und wurde zu zwei Jahren Haft verurteilt.
Im Juli 1866 ging er nach Brüssel, um in der belgischen Filiale des Unternehmens  seines Bruders Émile, eines Malers und Fotografen, zu arbeiten; 1868 kehrte er nach Frankreich zurück, wo er von seinem Bruder als Kassierer beschäftigt wurde. Im Frühjahr 1869 veröffentlichte er Statistique pour servir à l’histoire du 2 décembre 1851, in der er zahlreiche Informationen über den Staatsstreich und eine Liste von verfolgten Personen lieferte.
Am 11. Januar 1870 rief Adolphe Robert als Reaktion auf die Ermordung von Victor Noir durch Pierre Napoleon Bonaparte, den Neffen des Kaisers, zum Streik auf. Am 11. Februar wurde er unter der Anklage der Verschwörung gegen die Staatssicherheit und des Aufrufs zur Revolte verhaftet, am 31. Mai aber ohne Prozess freigelassen.
Er kehrte in seine Heimatregion zurück, wo er sich am den Unruhen beteiligte, die mit der Pariser Kommune einhergingen, und wurde am 8. Dezember 1871 zu 15 Jahren Haft verurteilt. Im Mai 1879 wurde er amnestiert, am 21. Mai heiratete er in Paris Louise Celestine Caumeau (* 1849).
1880 war Ernest Adolphe Geschäftsführer der Zeitung La Marseillaise, später im Jahr der Zeitung La Commune; Ende des Jahres wurde er wegen Artikeln, die er veröffentlicht hatte, zu 6 Monaten bzw. 15 Monaten Gefängnis sowie Geldstrafen verurteilt, im Berufungsverfahren dann zu zwei Jahren.
Damit endeten seine politischen Aktivitäten, er wandte sich dem Verfassen von Nachschlagewerken zu, den Veröffentlichung er den Rest seines Lebens widmete, und für die er heute noch bekannt ist. 1887 stellte er die ersten Lieferungen seines Dictionnaire des parlementaires français fertig, das er zusammen mit Eugène Mourot (der durch Gaston Cougny ersetzt wurde) verfasst hatte und 1889 von Edgar Bourloton herausgegeben wurde. Anschließend verfasste er zusammen mit Jean-François Robinet und Jules Le Chaplain das Dictionnaire historique et biographique de la Révolution et de l’Empire, das im Jahr vor seinem Tod erschien.
Adolphe Robert starb kurz vor seinem 67. Geburtstag am 23. Dezember 1899 im 12. Arrondissement von Paris und wurde am 26. Dezember 1899 in Ivry-sur-Seine beerdigt. Am 4. Mai 1900 wurde seiner Witwe eine Hinterbliebenenrente von 400 Francs als Opfer des Staatsstreichs von 1851 zugesprochen.

## Werke
- Adolphe Robert, Statistique pour servir à l’histoire du 2 décembre 1851, Paris et les départements, Paris, la Librairie de la Renaissance, 1869
- Adolphe Robert, Gaston Cougny, Dictionnaire des parlementaires français depuis le 1er mai 1789 jusqu’au 1er mai 1889, Paris, Edgar Bourloton, 1889–1891, 5 Bände
  - Band 1 (A–CAY) 1889 (gallica.bnf.fr)
  - Band 2 (CAY–FES) 1891 (gallica.bnf.fr)
  - Band 3 (FES–LAV) 1891 (gallica.bnf.fr)
  - Band 4 (LAV–PLA) 1891(gallica.bnf.fr)
  - Band 5 (PLA–ZUY) 1891 (gallica.bnf.fr)
- Jean-François Robinet, Adolphe Robert, Julien Le Chaplain, Dictionnaire historique et biographique de la Révolution et de l’Empire, Paris, Librairie historique de la Révolution et de l’Empire, 1898, 2 Bände
  - Band 1 (A–F) (archive.org)
  - Band 2 (G–Z) (archive.org)